# Bastiglia
Bastiglia est une commune italienne d'environ 4 100 habitants située dans la province de Modène dans la région Émilie-Romagne dans le nord de l'Italie.

## Administration
| Période                                  | Période | Identité | Étiquette | Qualité |
| ---------------------------------------- | ------- | -------- | --------- | ------- |
|                                          |         |          |           |         |
| Les données manquantes sont à compléter. |         |          |           |         |

### Hameaux
San Clemente

### Communes limitrophes
Bomporto, Modène (Italie), Soliera